# Sunbul
Sunbul (tiếng Ả Rập: اسنبل), (hay Asanbel), là một ngôi làng ở phía bắc tỉnh Aleppo, tây bắc Syria. Ngôi làng này nằm 30 km (19 mi) phía bắc thành phố Aleppo và 4 km (2,5 mi) về phía đông của Mare', nó thuộc về hành chính của Nahiya Mare' ở quận A'zaz. Các làng lân cận bao gồm Arshaf 4 km (2,5 mi) về phía tây nam và Ghaytun 5 km (3,1 mi) về phía đông. Trong cuộc điều tra dân số năm 2004, Sunbul 1.300 người.